# Recreate
Recreate (ofta stiliserat ReCreate) är ett tvärvetenskapligt europeiskt projekt som med forskare från Kungliga Tekniska Högskolan, KTH, undersöker återbruket av betong. Betong har en hög klimatbelastning samtidigt som materialet ofta har lång livstid kvar efter rivningar. Målet för projektet är att minska mängden avfall, uttag av naturresurser och koldioxidutsläpp inom byggbranschen för att bidra till en cirkulär och klimatneutral framtid. Recreate ska genom fyra pilotprojekt i samverkan med lokala aktörer runt om i Europa visa hur processen för återbruk kan se ut. Forskningsprojektet involverar universitet, näringsliv och organisationer från fyra länder, Sverige, Finland, Tyskland och Nederländerna. Projektet finansieras med EU-medel. Målet är att bidra till att EU kan nå sina klimatmål för 2030.
Det fyraåriga projektet Recreate är finansierat genom EU:s Horisont 2020-program. Projektperioden sträcker sig från 2021 till 2025. Samarbetet är initierat av Tammerfors universitet och inkluderar också Tekniska universitetet i Eindhoven samt Tekniska universitetet i Brandenburg förutom KTH. Projektet ska bland annat titta på affärsmodeller och kvalitetssäkring kring återbruk av betong.